# Adams-Normandie
Adams-Normandie est un quartier de Los Angeles, en Californie.

## Présentation
Le quartier est situé dans la zone de South Los Angeles.

## Démographie
Le Los Angeles Times considère le quartier comme modérément ethniquement diversifié, 62,2 % de la population étant hispanique, 24,8 % afro-américaine, 5,6 % blanche non hispaniques, 5,2 % asiatique, et 2,1 % appartenant à une autre catégorie ethno-raciale.